# Лепешняк плавучий
Лепешня́к пла́вучий (Glyceria fluitans; син. Festuca fluitans L.; Poa fluitans (L.) Scop.; Panicularia fluitans (L.) Kuntze; Water Mannagrass ) — багаторічна рослина родини тонконогових родом з Європи, Середземномор'я і Західної Азії. Росте на вологих ґрунтах, таких як рови, береги річок та ставків. Вид також відомий як плавуча солодка трава.
Має повзуче кореневище, товсте стебло, яке виростає до одного метра. Листя довгі, вузькі, блідо-зелені.

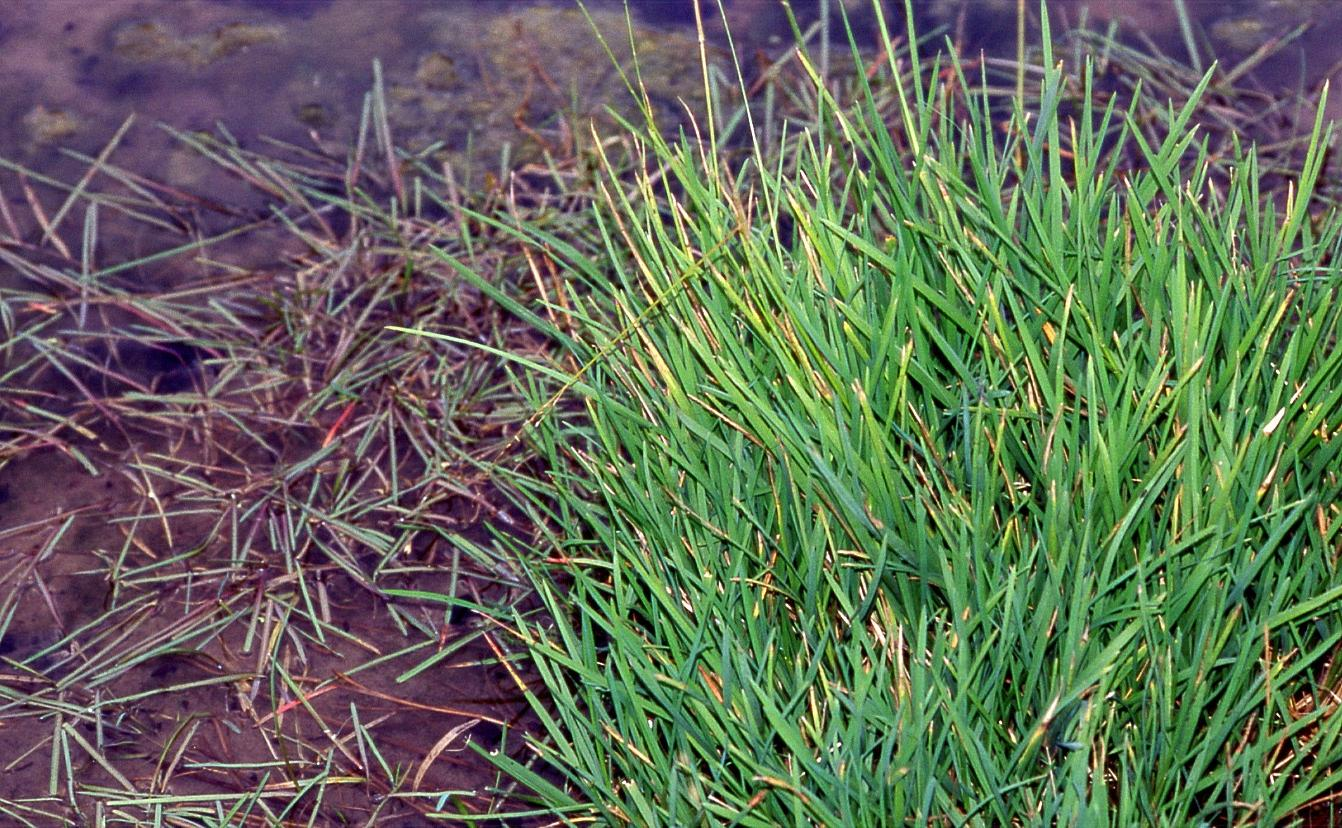
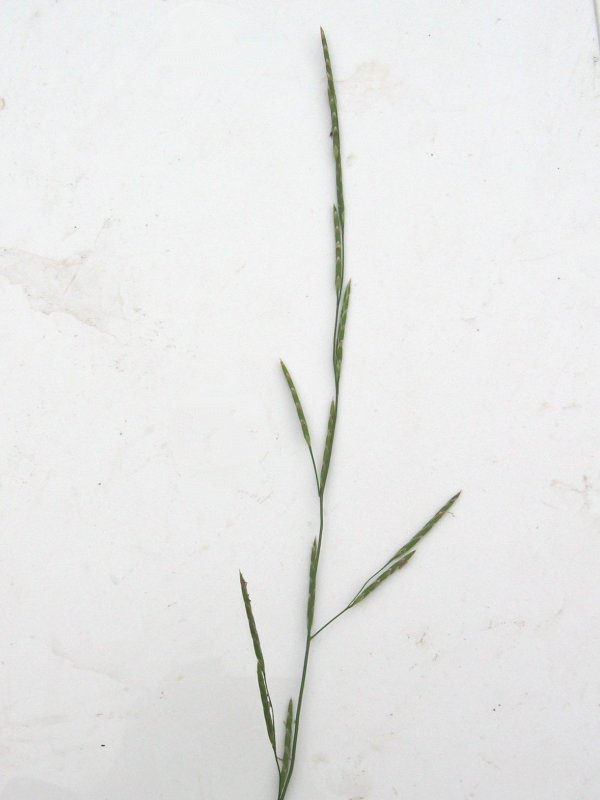
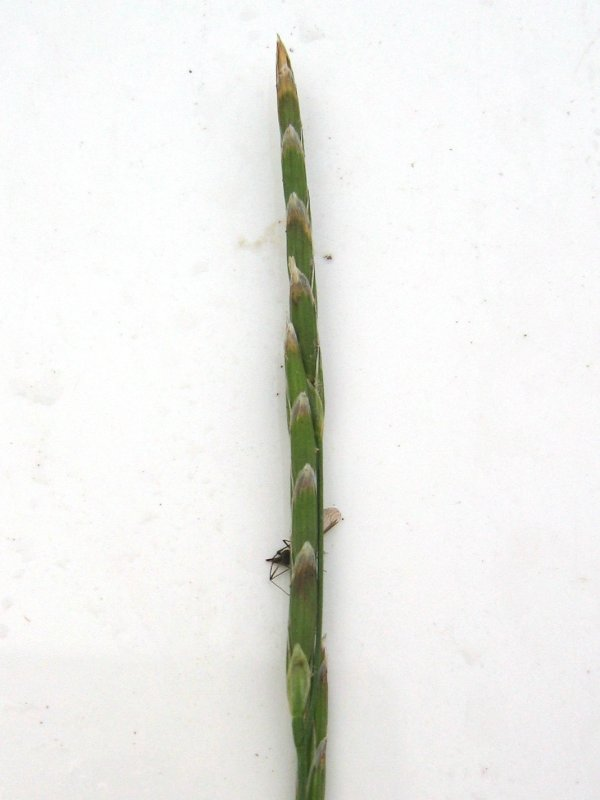
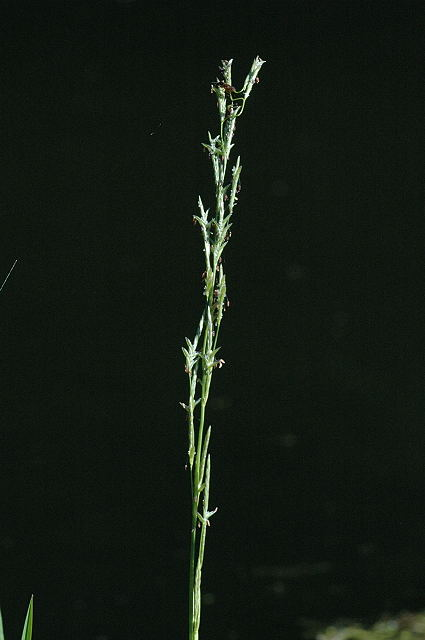
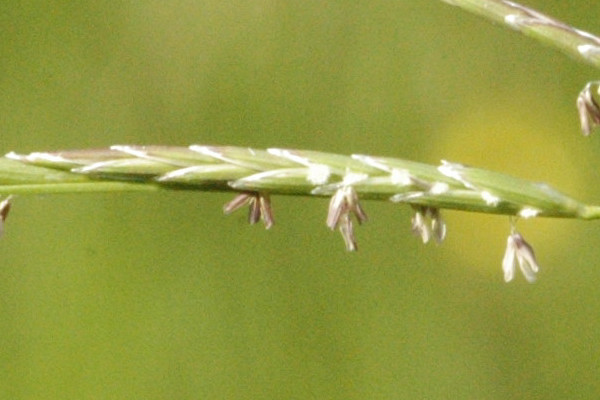
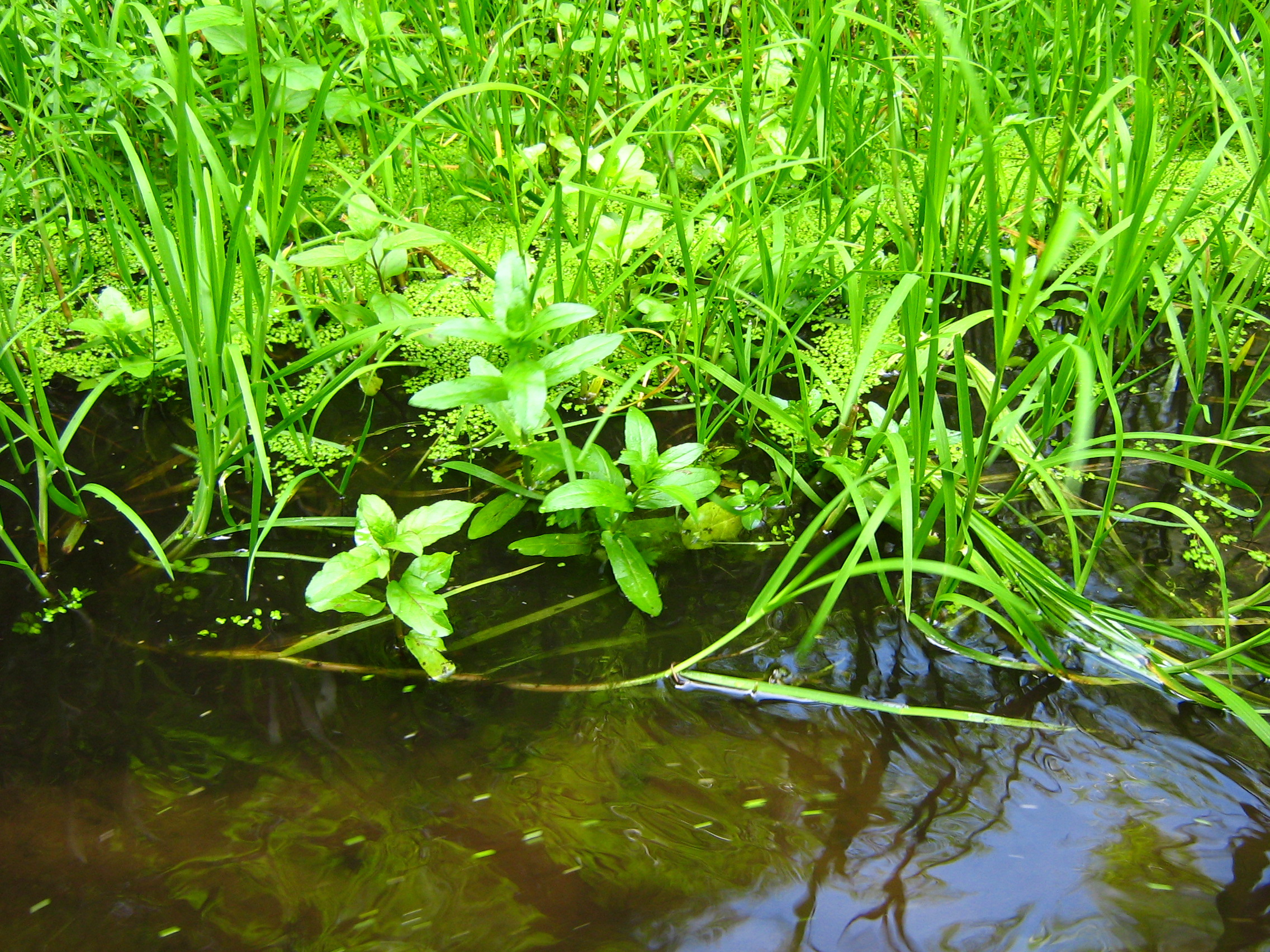